# Чорногор Леонід Феоктистович
Леонід Феоктистович Чорногор (нар. 2 червня 1950 в смт. Сахновщина, Харківська обл., Україна) — український радіофізик і космофізик; завідувач кафедри космічної радіофізики ХНУ імені В. Н. Каразіна, доктор фізико-математичних наук (1987), професор (1990), лауреат Премії Ради Міністрів СРСР (1981, 1983, 1987), лауреат Державної премії УРСР у галузі науки і техніки (1989), Академік НАН Вищої освіти України (2005), Заслужений діяч науки і техніки України (2016), член-кореспондент НАН України (Відділення фізики і астрономії) (2024).

## Біографія
У 1967 році закінчив середню школу в Сахновщині, в 1972 році з відзнакою — радіофізичний факультет Харківського державного університету.
З 1972 року — молодший науковий співробітник кафедри космічної радіофізики Харківського університету; одночасно у 1975 році закінчив аспірантуру на цій же кафедрі. З 1975 року — доцент, з 1988 року  — професор кафедри космічної радіофізики Харківського національного університету імені В. Н. Каразіна, з 2020 року — завідувач кафедри космічної радіофізики. Член редколегій низки журналів.

## Родина
Батько — Феоктист Климентійович Чорногор, учитель української мови та літератури середньої школи; мати — Ольга Василівна Ігоніна, вчитель молодших класів.

## Наукова діяльність
В 1975 захистив кандидатську, в 1987 — докторську дисертацію .
Основні напрямки досліджень:
- фізичні основи систем контролю космічного простору, ракетно-космічної оборони та виявлення ядерних вибухів;
- фізика високоенергійних явищ у системі «Земля — атмосфера — іоносфера — магнітосфера».

Досягнення :
- 1) побудована та експериментально перевірена нестаціонарна теорія взаємодії потужних пучків радіохвиль з атмосферою та геокосмічною плазмою; розроблено напрямки використання таких пучків для діагностики навколоземного середовища, створення нових каналів телекомунікацій та керування поширенням радіохвиль; запропоновано та обґрунтовано способи використання потужних пучків радіохвиль для підвищення ефективності ракетно-космічної оборони;
- 2) експериментально виявлено та теоретично досліджено невідоме раніше явище виникнення великомасштабних та глобальних збурень геокосмічної плазми та геомагнітного поля, обумовлених дією на геокосмічну плазму потужного нестаціонарного радіовипромінювання;
- 3) сформульовано, обґрунтовано та розвинуто уявлення про те, що утворення Земля – атмосфера – геокосмосфера є відкритою динамічною нелінійною системою (так звана системна парадигма); доведено, що головною властивістю цієї системи є можливість появи тригерних механізмів передачі енергії (зокрема, висипання частинок із магнітосфери в атмосферу, екранування сонячного випромінювання аерозолями, тощо);
- 4) експериментально та теоретично доведено, що старти та польоти космічних апаратів викликають в геокосмосі великомасштабні та глобальні збурення, встановлені механізми поширення цих збурень; 5) розроблено фізичні основи низки методів контролю геокосмосу, стартів ракет, ядерних вибухів, землетрусів, тощо;
- 6) теоретично та експериментально досліджено комплекс фізичних явищ і екологічних наслідків в атмосфері та геокосмосі, що спричиняються сучасними війнами, техногенними катастрофами та ін;
- 7) обґрунтовані необхідність та доцільність нелінійного підходу до вивчення явищ природи та Всесвіту в цілому (нелінійність як нове світобачення).

Заслужений професор ХНУ ім. В.Н. Каразіна (2010) []. Заслужений діяч науки і техніки України (2016), член-кореспондент НАН України (2024) .
Автор понад 1500 наукових праць, у тому числі більше 30 монографій, підручників та навчальних посібників [2].

## Праці Л.Ф. Чорногора

### Основні праці
- Лазоренко О. В., Черногор Л. Ф. Сверхширокополосные сигналы и процессы. — Харьков: ХНУ имени В. Н. Каразина, 2009. — 576 с.
- Лазоренко О. В., Потапов А. А., Черногор Л. Ф. Фрактальные сверхширокополосные сигналы // Струков А. В., Потапов А. А., Черногор Л. Ф. и др. Информационная безопасность: методы шифрования / Под ред. Е. М. Сухарева. — М.: Радиотехника, 2011. — Кн. 7. — С. 151—187.
- Черногор Л. Ф. Дистанционное радиозондирование атмосферы и космоса: Учеб. пособие. — 2-е изд., перераб. и доп. — Xарьков: ХНУ имени В. Н. Каразина, 2009.
- Черногор Л. Ф. О нелинейности в природе и науке. — Харьков: ХНУ имени В. Н. Каразина, 2008. — 528 с.
- Черногор Л. Ф. Радиофизические и геомагнитные эффекты стартов ракет. — Харьков: ХНУ имени В. Н. Каразина, 2009. — 386 с.
- Черногор Л. Ф. Физика Земли, атмосферы и геокосмоса в свете системной парадигмы // Радиофизика и радиоастрономия. — 2003. — Т. 8, № 1. — С. 59—106.
- Черногор Л. Ф. Физика и экология катастроф. — Харьков: ХНУ имени В. Н. Каразина, 2012. — 556 с.
- Черногор Л. Ф. Физика мощного радиоизлучения в геокосмосе. — Харьков: ХНУ имени В. Н. Каразина, 2014. — 448 с.
- Черногор Л. Ф. Физические процессы в околоземной среде, сопровождавшие военные действия в Ираке (март — апрель 2003 г.) // Космічна наука і технологія. — 2003. — Т. 9, № 2/3. — С. 13—33.
- Черногор Л. Ф. Физические эффекты солнечных затмений в атмосфере и геокосмосе. — Харьков: ХНУ имени В. Н. Каразина, 2013. — 480 с.
- Черногор Л. Ф., Домнин И. Ф. Физика геокосмических бурь. — Харьков: ХНУ имени В. Н. Каразина, Институт ионосферы НАН и МОН Украины, 2014. — 408 с.
- Chernogor L. F., Blaunstein N. Radiophysical and Geomagnetic Effects of Rocket Burn and Launch in the Near-the-Earth Environment. — Boca Raton; London; New York: CRC Press: Taylor & Francis Group, 2013. — 542 p.
- Bogomaz O. V., Chernogor L. F., Barabash V. V., Katsko S. V. Aperiodic and wave disturbances in the ionosphere: the results of vertical sounding: Monograph. — Dallas, USA: Primedia eLaunch LLC, 2021. — 160 p.
- Chernogor L. F., Garmash K. P., Guo Q., Rozumenko V. T., Zheng Y., Luo Y. Disturbances in the ionosphere that accompanied typhoon activity in the vicinity of China in September 2019 // Radio Science. — 2022. — Vol. 57. — id: e2022RS007431. https://doi.org/10.1029/2022RS007431
- Чорногор Л. Ф. Великомасштабне зниження концентрації електронів у F-області іоносфери вздовж траєкторії стартуючої ракети. Радiофiзика i радiоастрономiя. 2022. Т 27. № 1. С. 26—37. https://doi.org/10.15407/rpra22.01.026
- Chernogor L. F., Garmash K. P., Guo Q., Rozumenko V. T., Zheng Y. Ionospheric effects of the 5-6 January 2019 solar eclipse over the People’s Republic of China: results from oblique sounding // Ann. Geophys. — 2022. — Vol. 40. — P. 585—603. https://doi.org/10.5194/angeo-40-585-2022
- Chernogor L. F. A Tropical Cyclone or Typhoon as an Element of the Earth-Atmosphere-Ionosphere-Magnetosphere System: Theory, Simulations, and Observations // Remote Sensing. — 2023. — Vol. 15. — id:4919. https://doi.org/10.3390/rs15204919
- Чорногор Л. Ф. Фізика біосфери: підручник / Л. Ф. Чорногор. — Харків: ХНУ імені В. Н. Каразіна, 2023. — 108 с.
- Chernogor L.F., Mylovanov Yu.B., Zhdanko Ye.H. Response of total electron content to the October 25, 2022 partial solar eclipse from high to low latitudes in the Euro-Asian region // Advances in Space Research. — 2024. — Vol. 74, Is. 4. — Pp. 1793—1809. https://doi.org/10.1016/j.asr.2024.05.020

## Патенти та права на інтелектуальну власність
1. Zhen Q., Zheng Y., Liu T., Chornogor L., Qingdao University. Computer software copyright registration certificate. Intelligent metasurface digital coding control system V1.0. Entry Number
2022SR0938740.
2. Qingdao University, Qingdao Zhong Ke Digital Intelligence Technology Co., LTD; Zheng Y., Yao Z., Chornogor L. Computer software copyright registration certificate. Smart community Big data management platform V1.0. Entry Number 2022SR0938741.
3. Zheng Y., Liu T., Chornogor L., Zhen Q., Qingdao University. Computer software copyright registration certificate. Electronic system internal electromagnetic interference sensitivity test software V1.0. Entry Number 2022SR0948801.
4. Zheng Y., Liu T., Chornogor L., Zhang C., Qingdao University. Computer software copyright registration certificate. Receiver spurious corresponding average level measurement automation system V1.0. Entry Number 2022SR0960492.
5. Zhang C., Zheng Y., Liu T., Chornogor L., Qingdao University. UAV airborne Emergency Communication Control System V1.0. Entry Number 2022SR0938738.

## Відзнаки
- Премія Міністерства вищої та середньої спеціальної освіти СРСР (1984) — за кращу наукову працю з оборонної тематики.
- Премія Ради Міністрів СРСР:
  - 1981 — за розробку нових методів контролю космічного простору;
  - 1983 — за розробку нових методів раннього виявлення стартів міжконтинентальних балістичних ракет;
  - 1987 — за розробку нових методів виявлення ядерних вибухів у глобальних масштабах.
- Державна премія УРСР у галузі науки і техніки (1989) [1].
- Академік НАН Вищої освіти України (2005).
- Заслужений діяч науки та техніки України (2016).
- Член-кореспондент НАН України (2024).